# اسلیختن‌هورست
اسلیختن‌هورست (به هلندی: Slichtenhorst) یک آبادی در هلند است که در نی‌کرک واقع شده‌است.